# Гордон, Берт Айра
Берт А́йра Го́рдон (англ. Bert Ira Gordon; 24 сентября 1922, Кеноша, Висконсин — 8 марта 2023, Лос-Анджелес, Калифорния) — американский режиссёр, продюсер, сценарист, специалист по визуальным эффектам; долгожитель.

## Биография
Берт Айра Гордон родился 24 сентября 1922 года в городе Кеноша (штат Висконсин, США). С юности начал делать «домашнее кино» с помощью 16-мм камеры, которую на его 13-й день рождения подарила тётя. После школы поступил в колледж, но бросил его, вступив в ряды военно-воздушных сил армии США (ветвь военно-воздушных сил, существовавшая с 1941 по 1947 год) в связи с начавшейся войной. Вернувшись в 1945 году домой, женился, и пара начала вместе создавать рекламные ролики. Окончил Висконсинский университет в Мадисоне.
С 1955 года Гордон начал работу как режиссёр, продюсер и сценарист над фильмами категории B в жанре «научная фантастика» и «фильм ужасов»; в 1957—1965 и 1976—1977 также выступил как специалист по визуальным эффектам в 14 картинах. Большинство своих лент снял в поджанре «фильм о гигантских монстрах», активно используя приём рирпроекции. В связи с этим стал известен под прозвищем Mr. B.I.G (примерно с англ. — «Мистер БОЛЬШОЙ»), что характеризовало направление его творчества, а также являлось его инициалами. Работал преимущественно на киностудию American International Pictures.
Несколько лент Гордона «удостоились» показа в рамках научно-фантастического комедийного телесериала «Таинственный театр 3000 года».
Берт Айра Гордон скончался 8 марта 2023 года в Лос-Анджелесе (штат Калифорния) в возрасте 100 с половиной лет.

### Личная жизнь
3 июня 1945 года Гордон женился на менеджере по кинематографическому производству и специалистке по визуальным эффектам по имени Флора (1925—2016). 28 июля 1979 года пара развелась, от брака остались трое дочерей: Кэрол; Сьюзан (1949—2011), которая стала довольно известным ребёнком-актёром; и Патриция, имевшая отношение к киносценарной работе.

## Избранная фильмография

### Режиссёр, продюсер, сценарист
| Год  | Фильм                                                | Режиссёр | Продюсер | Сценарист | Комментарии                     |
| 1955 | Король-динозавр King Dinosaur                        | ✔        | ✔        | ✔         |                                 |
| 1957 | Начало конца Beginning of the End                    | ✔        | ✔        |           |                                 |
| 1957 | Циклопы The Cyclops                                  | ✔        | ✔        | ✔         |                                 |
| 1957 | Невероятно огромный человек The Amazing Colossal Man | ✔        | ✔        | ✔         |                                 |
| 1958 | Нападение людей-кукол Attack of the Puppet People    | ✔        | ✔        | ✔         |                                 |
| 1958 | Война великана War of the Colossal Beast             | ✔        | ✔        | ✔         |                                 |
| 1958 | Земля против паука Earth vs. the Spider              | ✔        | ✔        | ✔         |                                 |
| 1960 | Мальчик и пираты The Boy and the Pirates             | ✔        | ✔        | ✔         |                                 |
| 1960 | Замученный Tormented                                 | ✔        | ✔        | ✔         |                                 |
| 1962 | Волшебный меч The Magic Sword                        | ✔        | ✔        | ✔         |                                 |
| 1965 | Деревня великанов Village of the Giants              | ✔        | ✔        | ✔         |                                 |
| 1966 | Рисунок мёртвой мамочки Picture Mommy Dead           | ✔        | ✔        |           |                                 |
| 1972 | Некромантия Necromancy                               | ✔        | ✔        | ✔         | Как продюсер в титрах не указан |
| 1973 | Безумный бомбометатель The Mad Bomber                | ✔        | ✔        | ✔         |                                 |
| 1976 | Пища богов The Food of the Gods                      | ✔        | ✔        | ✔         |                                 |
| 1977 | Империя муравьёв Empire of the Ants                  | ✔        | ✔        | ✔         |                                 |
| 1982 | Сожжённая на костре Burned at the Stake              | ✔        | ✔        | ✔         |                                 |

### Визуальные эффекты
- 1957 — Начало конца / Beginning of the End (special technical effects)
- 1957 — Циклопы / The Cyclops (technical effects creator)
- 1957 — Невероятно огромный человек / The Amazing Colossal Man (special technical effects)
- 1958 — Нападение людей-кукол / Attack of the Puppet People (special technical effects)
- 1958 — Война великана / War of the Colossal Beast (special technical effects)
- 1958 — Земля против паука / Earth vs. the Spider (special technical effects)
- 1960 — Мальчик и пираты[англ.] / The Boy and the Pirates (visual effects)
- 1960 — Замученный[англ.] / Tormented (special visual effects)
- 1962 — Путешествие к седьмой планете / Journey to the Seventh Planet (special effects; в титрах не указан)
- 1962 — Волшебный меч[англ.] / The Magic Sword (special visual effects)
- 1965 — Деревня великанов[англ.] / Village of the Giants (special visual effects)
- 1976 — Пища богов / The Food of the Gods (special visual effects)
- 1977 — Империя муравьёв / Empire of the Ants (special visual effects)

### Прочие работы
- 1954 — Остров змей[англ.] / Serpent Island — оператор и главный монтажёр
- 1973 — Безумный бомбометатель[англ.] / The Mad Bomber — оператор-постановщик

## Награды и номинации
- 1977 — Международный фестиваль фантастических фильмов в Аворье[англ.] — Гран-при за картину «Пища богов» — номинация.
- 1982 — «Фантаспорту» — «Международная премия за фильм в жанре фэнтези» в категории «Лучший фильм» за картину «Империя муравьёв» — номинация.
- 2011 — премия «Сатурн» (англ. Academy of Science Fiction, Fantasy and Horror Films Award) в категории «Достижения в карьере» (англ. Life Career Award) за «объём работы» (англ. For the body of work).